# Простяков Сергій Михайлович
Сергій Михайлович Простяко́в (нар. 4 березня 1911, Москва — пом. 1997) — російський актор театру і кіно.

## Біографія
Народився 19 лютого [4 березня] 1911 року в Москві (тепер Росія). Навчався в московській студії «Зеленого театру» у Сандро Ахметелі, Миколи Охлопкова. З 1937 року працював в Камерному театрі Таїрова, де був зайнятий на допоміжних ролях, потім грав у Московському ТЮГу, Московському театрі імені Баумана.
Брав участь у німецько-радянській війні. Служив на Першому Білоруському фронті в 130-му окремому радіодивізіоні спецназу. Член ВКП(б) з 1944 року.
Протягом 1949—1966 років працював в театрі Північного флоту. 1967 року переїхав до Одеси де по 1991 рік працював в Російському драматичному театрі імені Іванова. Помер у 1997 році.

## Творчість
театральні ролі
- Войницький («Дядя Ваня» Антона Чехова);
- Тетерев, Бессеменов («Міщани» Максима Горького);
- Єгор Буличов («Єгор Буличов та інші» Максима Горького)
- Григорій Мелехов («Тихий Дон» за Михайлом Шолоховим);
- Кривоніс («Богдан Хмельницький» Олександра Корнійчука);
- Карбишев («Коли мертві оживають» Івана Рачади);
- Альєндо («Президент» Василя Земляка);
- Лір («Король Лір» Вільяма Шекспіра);
- Отелло («Отелло» Вільяма Шекспіра);
- професор Полежаєв («Неспокійна старість» Леоніда Рахманова);
- матрос Позднишев («Між зливами» Олександра Штейна);
- Трохим Кичигін («Шануй батька свого» Бориса Лавреньова);
- Сагайдачний («Пісня про чорноморців» Бориса Лавреньова);
- Вожак («Оптимістична трагедія» Всеволода Вишневського);
- Залешин («Світить, та не гріє» Олександра Островського);
- Петро Громов («Угрюм-ріка» за романом В'ячеслава Шишкова);
- Сердюк («Іркутська історія» Олексія Арбузова);
- поручик Борейко («Порт-Артур» Олександра Степанова та Івана Попова)
- Нєдєлін («Перед вечерею» Віктора Розова).

ролі в кіно
- «Випадок зі слідчої практики» — Аношин, професор (1968);
- «Хутірець у степу» — Єгор Олексійович (1970);
- «Море нашої надії» — капітан (немає в титрах, 1971);
- «Потяг у далекий серпень» — епізод (немає в титрах, 1971);
- «Синє небо» — Станіслав Нілович Диганов, лікар, винахідник (1971);
- «Вершники» — генерал (1972);
- «Сутичка» — епізод (1972);
- «Це сильніше мене» — вітчим (1973);
- «Чарівний голос Джельсоміно» — 3-й «лікар» (1977);
- «Артем» — Безсонов, поліцмейстер (1978);
- «Сніг у липні» — епізод (1984);
- «Життя і безсмертя Сергія Лазо» — генерал Гревс, командувач американськими експедиційними військами в Сибіру (1985).

## Відзнаки
Нагороджений медаллю «За бойові заслуги» (3 листопада 1944), орденом Вітчизняної війни ІІ ступеня (6 квітня 1985).
почесні звання СРСР
- Заслужений артист РРФСР (9 вересня 1954)[1];
- Народний артист РРФСР (22 жовтня 1960)[1].